# Jakub Jagałła
Jakub Jagałła (ur. 2 grudnia 1863 w Kieźlinach koło Olsztyna, zm. 9 kwietnia 1934 w Rzymie) – polski duchowny katolicki, przełożony generalny Zgromadzenia Zmartwychwstańców.

## Życiorys
Pochodził z rodziny chłopskiej, której członkowie zaangażowani byli na rzecz utrzymania polskości Warmii; syn kieźlińskiego gospodarza Jakuba i Józefy z Palmowskich, przez matkę spokrewniony był m.in. z warmińskim pieśniarzem ludowym Janem Palmowskim oraz ks. Józefem Palmowskim, proboszczem dźwierzuckim, zmarłym w obozie koncentracyjnym w Dachau. Wychowany w religijnej atmosferze, Jakub Jagałła uczęszczał do gimnazjum w Olsztynie i Lubawie, po ukończeniu szkoły średniej postanawiając wstąpić do stanu duchownego. 29 kwietnia 1887 został przyjęty do nowicjatu zmartwychwstańców w Krakowie. Teologię i filozofię studiował we Lwowie (1888-1892), a następnie na Uniwersytecie Gregoriańskim w Rzymie, gdzie 14 sierpnia 1892 przyjął święcenia kapłańskie. Mszę prymicyjną odprawił w kościele św. Jakuba w Olsztynie (późniejszej katedrze), będącym parafialną świątynią rodzinnych Kieźlin Jagałły.
Krótko po święceniach został wicerektorem alumnatu zakonnego we Lwowie, gdzie wykładał też filozofię i nauki pomocnicze. Od 1895 był rektorem alumnatu lwowskiego, we wrześniu 1897 przeszedł na analogiczne stanowisko w Krakowie. Prowadził tam ponadto chór akademicki. W maju 1902 powrócił do Lwowa jako przełożony miejscowego domu zakonnego. Latem 1908 na krótki czas skierowany został do pracy w Turcji; był przełożonym domu w Adrianopolu, ale ze względu na kłopoty zdrowotne rychło powrócił do Lwowa. Po powrocie ponownie był przełożonym lwowskiego domu zakonnego oraz pierwszym radnym domowym.
Jagałła pełnił także wysokie funkcje we władzach centralnych zgromadzenia zmartwychwstańców. Uczestniczył w kapitułach generalnych w 1901, 1905, 1911 i 1920. W lipcu 1920 został asystentem i radnym generalnym, pełnił też funkcję rektora Papieskiego Kolegium Polskiego w Rzymie. W 1926 Jagałła wybrany został przełożonym generalnym zmartwychwstańców i odbywał liczne wizytacje domów zakonnych w Europie i Ameryce. Posiadał duże zdolności językowe, znał m.in. niemiecki, francuski, włoski, bułgarski, turecki. Prowadził obfitą korespondencję. Lata pełnienia funkcji generała pogorszyły stan zdrowia Jagałły, który w 1931, w związku z hospitalizacją, zamierzał złożyć godność. Na sugestie radnych generalnych pozostał jednak na stanowisku aż do kapituły generalnej w 1932, w czasie której wybrano jego następcę.
W ciągu niemal całego życia, mimo pracy z daleka od rodzinnej Warmii, był zaangażowany w sprawy warmińskie. Jeszcze w latach poprzedzających I wojnę światową nadsyłał korespondencje do "Gazety Olsztyńskiej". W dobie plebiscytu przekazał Komitetowi Plebiscytowemu środki finansowe, zgromadzone przez Polonię amerykańską. Wspierał też materialnie kształcącą się młodzież z Warmii; z pomocy tej korzystał m.in. pedagog i działacz narodowy Paweł Sowa, krajan duchownego z Kieźlin i jego dawny ministrant. Z kolei jednym z podopiecznych Jagałły w Papieskim Kolegium Polskim w Rzymie był ks. Tomasz Wilczyński, przyszły biskup w Olsztynie. Jagałła był zwolennikiem utworzenia Zrzeszenia Rodaków z Warmii, Mazur i Powiśla, co zaproponowano w Bydgoszczy w 1928. W 1930, po śmierci biskupa warmińskiego Augustinusa Bludau, interweniował w polskiej ambasadzie w Rzymie, by ta usiłowała wpłynąć na wybór na warmińską stolicę biskupią osoby życzliwiej nastawionej do Polaków. Przez wiele lat przygotowywał pracę dotyczącą historii Warmii, pozostała ona jednak w rękopisie.
Jakub Jagałła zmarł po długiej chorobie 9 kwietnia 1934 w Rzymie i pochowany został na tamtejszym cmentarzu Campo Verano. Jego imię nosi główna ulica Kieźlin.
Maria Zientara-Malewska w szkicu biograficznym Wielki syn Kieźlin (w zbiorze Księża ziemi warmińskiej) charakteryzowała Jagałłę jako gorliwego i niezwykle pracowitego kapłana, który był "ciągle czynny, a przy tym uśmiechnięty, łagodny i pełen dobroci". "Był najlepszym przykładem dla swoich współbraci. Pracował bez wytchnienia, przerywając pracę jedynie modlitwą, zawsze prostą, gorącą i pokorną". Pisarka przekazała również wygląd zewnętrzny przełożonego zmartwychwstańców: "Szlachetna, pełna twarz okolona gęstą ciemną brodą i mocnym wąsem, tak typowym w rodzinie Jagałłów. Oczy ocienione ciemnymi brwiami patrzyły spod okularów pełne dobroci i radości życia".